# La Floresta (San Cugat del Vallés)
La Floresta es un distrito residencial de San Cugat del Vallés, provincia de Barcelona, España. Se encuentra en el Vallés Occidental, próximo a la masía de Can Busquets y al Turó del Fumet, a 124 m sobre el nivel del mar. En su parte baja, discurre el arroyo de Vallvidriera.

## Ubicación
La pedanía está ubicada en el municipio de Sant Cugat del Vallés, en la sierra de Collserola, caracterizado por estar rodeado de vegetación.
Este barrio limita con la EMD de Valldoreix, el barrio de Las Planas y con el núcleo de población de Sant Cugat del Vallés.

## Demografía
En 2024, La Floresta contaba con 5005 habitantes según el INE.

#### Evolución de la población
| Gráfica de evolución demográfica de La Floresta entre 2000 y 2021 |
|                                                                   |
| Datos según el nomenclátor publicado por el INE.                  |

## Edificios de interés
- Casino de La Floresta (1933), edificio novecentista
- Estación de los Ferrocarriles Catalanes de La Floresta
- Masía Can Busquets
- Iglesia de Nuestra Señora de Montserrat
- Iglesia de Sant Pere
- Fuente del Fumet